# Serie A 2011 (canoa polo femminile)
La Serie A femminile 2012 è stata la 13ª edizione del Campionato italiano femminile di canoa polo, organizzato dalla FICK.
È stato vinto dal per la 2ª volta dalla Polisportiva Canottieri Catania, che ha battuto in finale il Circolo Nautico Posillipo.

## Squadre partecipanti
| Club                            | Città              |
| ------------------------------- | ------------------ |
| Circolo Nautico Posillipo       | Napoli             |
| Canoa Club Bologna              | Anzola dell'Emilia |
| Polisportiva Canottieri Catania | Catania            |
| Polisportiva Nautica Katana     | Catania            |
| Gruppo Sportivo Catania         | Catania            |
| Società Canottieri Ichnusa      | Cagliari           |
| Amici del Fiume Torino          | Torino             |